# Aelurillus tenebrosus
Aelurillus tenebrosus är en spindelart som först beskrevs av Butt, Beg 2000.  Aelurillus tenebrosus ingår i släktet Aelurillus och familjen hoppspindlar. Inga underarter finns listade i Catalogue of Life.